# 117. østlige længdekreds
Den 117. østlige længdekreds (eller 117 grader østlig længde) er en længdekreds, der ligger 117 grader øst for nulmeridianen. Den løber gennem Ishavet, Asien, det Indiske Ocean, Australasien, det Sydlige Ishav og Antarktis.